# Quercus eumorpha
Quercus eumorpha là một loài thực vật có hoa trong họ Cử. Loài này được Kurz miêu tả khoa học đầu tiên năm 1873.